# それは霊のしわざです
『それは霊のしわざです』（それはれいのしわざです）はNoiseによる日本の漫画。『コミックDAYS』（講談社）にて、2020年4月4日から2022年12月24日まで連載。

## あらすじ
地味で目立たないいわゆる陰キャの主人公の鳥居望（とりいのぞむ）のクラスに美少女の転校生・霧島京子（きりしまきょうこ）が鳥居の隣の席になることから始まる。霧島京子はいわゆる黒髪清楚系美少女で性格もよく陰キャである鳥居にも気軽に話に応じてくれるが、彼女にはなにやら霊が憑いており鳥居はそれがはっきりと見える。どうやらその霊は鳥居にしか見えておらず、霊の存在に翻弄されながらも霧島京子との仲を進展させていく学園ラブコメディである。

## 登場人物
鳥居望（とりい のぞむ）
静台高校の2年生。霧島京子の転校初日に隣の席になり彼女に憑いている霊が視える。最初はその霊を恐れていたが彼女に対するイタズラ（胸を揉むなど）や自身に対するちょっかいから次第に恐怖心が薄らいできて、おかしな行動にはツッコミを入れるようになってきた。京子には当初から好意がうかがえ彼なりに気を遣っていた。初日の下校の際に京子からの希望で友達になる。陰キャということもあってか京子とは格差を感じていたが、谷岡の発言や京子に憑いている霊のおかげ？で距離を縮めたいと思うようになる。ただやはり京子とは釣り合わないと思ってか調子に乗らないよう自制をきかせている。彼女の自宅でのハプニングで関係がギクシャクした時は相手のこと慮ることができず悲しませてしまったことで彼女を思いやるようになる。霧島、谷岡、家庭科部の人達と行ったプールで彼女とより仲良くなったことで二人の距離を縮める。初デートでは迷子の子供に邪魔されながらも霧島京子に憑く霊の闇の力？で花火大会のペア特等席のチケットが当たり赴くことになる。手をつなぐなどして霧島を好きということを自覚し告白しようとした時に偶然鉢合わせた妹・叶の暴言により後味悪く終わるが谷岡の仲介で妹に謝罪させ霧島と叶の関係が修復される。その際、叶が京子に憑く霊を感じるのでは思う。望が図書委員の詩子の紹介で知り合った住職・遠田広海のことを叶知られ浮気疑惑をかけらる。誤解を解くため遠田広海が男であること、霧島京子に霊が憑いておりそれを除霊するため画策しているを話すが全く信じてもらえず頭がおかしいと思われていたが、叶の提案で霧島を連れて遠田に会いに行く口実ができたことには感謝していた。除霊の時に怒った霧島に憑いて霊に襲われそうになったが必死の説得と遠田が渡してくれたお札で場が落ち着いた。お札は効果がなく霧島に憑いて霊は除霊されることはなかったが、遠田によると悪霊の除霊は成功したことになっているが望には霧島に憑いて霊はまだ視えている。しかし霧島京子から「嫌な感じ」がしなければ除霊が成功したことなのかと思うようにした。霧島京子との仲は少しずつだが進展していき修学旅行では函館山にて告白成功させ恋人同士になるが、テスト勉強で会えないくなることで勢いあまって自宅で勉強しなかと誘うが叶の言葉でその先を意識してしまい勉強が手につかなくなる。
霧島京子（きりしま きょうこ）
霊に憑かれている巨乳の美少女。本人は霊にまったく気がついていない。転校初日心細かったところを鳥居に助けられ自ら友達になってくれるようお願いする。とてつもない大食い。だがそれは彼女に憑いている霊が食事のたびに何かを吸い取っているためお腹が空く。体に影響ない様子。谷岡に昼食を誘われた際は恥ずかしいので断っていたが、彼の空気の読めない言動で鳥居と谷岡と3人で昼食を共にするようになる、当初は大食いを気にしていたが鳥居達と話すことでそれ以降気にする様子がなくなっている。
鳥居には序盤から好意があるようで図書室や自分の部屋に招いて一緒に勉強するなど積極的に接近している。書店での盗撮事件の際に鳥居がカバンに付けていた編みぐるみを女の子からプレゼントだと勘違いし嫉妬めいた感情を表す。鳥居に彼女がいないとわかるとほっとした様子を見せる。正式な部員の描写はないが鳥居と共に家庭科に顔を出している。その際に知り合った部長の加賀や天童には鳥居との関係を相談するなどプライベート含めとても仲が良さそうである。自宅に招いて二人で勉強していた時にキス直前までいくも邪魔が入り残念そうだったが、それ以降鳥居の避ける行動が自分を嫌っているのではと加賀に相談、誤解が解消されてからは距離がさらに近づいている様子。姫乃宮アンジュ登場時は彼女も鳥居に好意があると思いモヤモヤした気持ちを抱えていた。そのことを家庭科部の二人に相談して焚き付けられている。当日更なる誤解が生じるが天童の助言により姫乃宮とは修学旅行の時にお互いの胸の内を話し誤解がとけ、鳥居とも函館山にて編みぐるみのプレゼントと共に告白されお互いの気持ちを確かめ合う。鳥居の家に招かれて勉強した際には鳥居よりも過激な想像をしていた。
霧島京子に憑いている霊
京子に憑いている理由も不明だが、望の言葉には反応している。恋バナが好きで霧島京子と鳥居望をくっつけようとしている。髪の長い風貌から女性であるようだ。
谷岡（たにおか）
鳥居のクラスメイトで友達。陽気で明るく周囲に気軽に話しかける性格。鳥居叶や姫乃宮アンジュに好かれているのだが、谷岡自身は気が付いていない。
加賀香住（かが かすみ）
3年家庭科部部長。姉御肌の女性で鳥居が体験入部で来た時も偏見を持たず受け入れてくれた。料理の腕もある。鳥居と霧島のことも恋人同士だと思っていた。霧島が鳥居に避けられていた時は相談に乗っており二人の仲を応援している。谷岡達とプールに来た際は二人のためにお膳立てしたりとなにかと世話を焼いている。ただし二人になにかと助言をするが実は彼女自身は恋愛経験はなく好きな人はいたことがあったが、付き合ったことはない。その際コメントで「嘘である」が差し込まれる。だが二人には響いている様子。
天童ましろ（てんどう ましろ）
2年家庭科部部員。鳥居望、霧島京子とは同学年。家庭科部だが料理が下手、登場時チョコレートの湯煎を直接お湯に入れていた。口数が少なく他人にあまり関心がない様子だが、霧島に相談されるとわからないなりに助言をしようとしてくれる。物の言い回しがストレートだがかえってそれが功を奏する形になったりする。
鳥居叶（とりい かなえ）
望の妹。谷岡に気がある。多少霊感があるらしく望しか視えなかった霧島京子に憑いている霊を感じることができる。ただし嫌な感じがするといったようなことで判断しているため霧島京子に霊が憑いているとは思っていない。花火大会の時初めて霧島京子と会うが、その際に暴言を発してしまう。谷岡の強引な説得を経て霧島に謝罪しギクシャクしていた関係が修復する。叶の勘違いから望への浮気疑惑の時に望から誤解を解く形で霧島京子に霊が憑いてことを打ち明けられても信じていなかったが、除霊の際に再会した際は言い知れぬ何かを感じていた。除霊の時に望が霧島京子に憑いている霊に襲われている姿を見て何かに目覚めつつあった。霧島に関しては望に助言を与えたりもして兄妹仲は良さそう、しかし見返りとして谷岡との仲を取り持つように圧をかけてくることもある。
詩子（うたこ）
図書委員。ほとんど本人しかいない図書室で本を読んでいる。図書室に通いだした鳥居に類似性を感じている。特に会話はなく事務的なやりとりを行う関係。しかし霧島京子も図書室に通うようになって二人の親密さを目の当たりにして心が少しざわつくのを感じるようになる。
しばらくして突然、鳥居が今までの趣とは異なるオカルト関係の本を借りるようになり思わず声をかける。鳥居から困っていると聞き、そういう仕事をしている親類を紹介する。
遠田広海（おんだ ひろみ）
詩子の親類でお寺の住職。霧島京子に憑いている霊を除霊しようとしたが自身では成功したと思っている。霧島京子に憑いている霊を強力な霊と感じているようだが、望に視えている霊は遠田には視えていない様子で、見当違いな方向に向かって独り相撲をしていた。
結局のところ、彼の法力が真実なのか騙りなのかは不明。
姫乃宮アンジュ（ひめのみや アンジュ）
二人が図書室で勉強している時に声をかけてきた少女。鳥居と霧島とは同じクラス。鳥居曰く「陽の者」。初対面からいきなり鳥居と霧島や谷岡との関係を聞いてきて修学旅行の班に混ぜてほしいと言ってくる。鳥居に対し積極的に接触してくることや思わせぶりな表情を見せたことで霧島の対抗心が煽られる。修学旅行中霧島にお風呂を誘われてその時に、実は谷岡のことが好きで接点を持つために鳥居達に近づいたことを白状する。霧島との誤解が解けお互い相手との関係の前進のためある考えを提案する。谷岡とはうまく話せないようだ。
千手院隼人（せんじゅいん はやと）
鳥居たちの学校に転校してきた同学年の生徒で、A組なのだが霧島京子を目当てにC組の教室に乱入してくる。第44話から登場。
浜谷藍（はまや らん）
千手院家にて使える女性で千手院隼人を警護している。隼人と同時に転校してきたが学年は一つ下の1年生。浜谷にも京子に憑いている霊が見えている。

## 書誌情報
- 『それは霊のしわざです』 講談社〈イブニングKC〉、全7巻
  1. 2020年8月11日発売[3]、ISBN 978-4-06-520489-4、電子特装版(1)[4]
  2. 2021年1月13日発売[5]、ISBN 978-4-06-522184-6、電子特装版(2)[6]
  3. 2021年6月9日発売[7]、ISBN 978-4-06-523548-5、電子特装版(3)[8]
  4. 2021年11月10日発売[9]、ISBN 978-4-06-525074-7、電子特装版(4)[10]
  5. 2022年4月13日発売[11]、ISBN 978-4-06-527015-8、電子特装版(5)[12]
  6. 2022年10月12日発売[13]、ISBN 978-4-06-529836-7、電子特装版(6)[14]
  7. 2023年1月11日発売[15]、ISBN 978-4-06-530463-1、電子特装版(7)[16]

各巻には、それぞれに電子版・電子特装版がある。